# Phil Jasner
Phil Jasner (24 de março de 1942 - 3 de dezembro de 2010) foi um premiado jornalista de esportes norte-americano. Ele trabalhou no Philadelphia Daily News.